# 37 Graus
37 Graus é um podcast brasileiro fundado em 2018. Apresentado pela jornalista Bia Guimarães e a bióloga Sarah Azoubel, é uma produção de documentário em áudio, com influências do Jornalismo Literário.

## História
Lançado originalmente em outubro de 2018, 37 Graus começou como um projeto desenvolvido pela jornalista Bia Guimarães e as biólogas Sarah Azoubel e Maria Letícia Bonatelli ainda em 2017, tendo como referência podcasts e programas de rádio norte-americanos como This American Life e Radio Lab. A ideia era unir divulgação científica e formação jornalística que as três tinham. A produção foi dividida em temporadas. A primeira saiu ainda em 2018 e ganhou notoriedade significativa no Brasil. Maria Letícia Bonatelli saiu do projeto ainda na primeira temporada. Após isso, o podcast foi selecionado no programa de criadores de conteúdo da Google Podcasts. O podcast também foi recebeu um apoio de R$ 100 mil pelo Instituto Serrapilheira e liberou sua segunda temporada pela produtora B9.
Em 2019, Azoubel e Guimarães se desligaram da produtora B9 e 37 Graus se transformou, novamente, em um podcast independente. A terceira temporada, chamada "Epidemia", foi produzida e lançada em parceria com o jornal Folha de S.Paulo.
Em 2022, o 37 Graus lançou a série Corpo especulado, sobre conflitos históricos entre a ciência e o corpo feminino, em parceria com a Revista AzMina.

## Desempenho
37 Graus figurou ocasionalmente entre os podcasts de maior audiência no Brasil. O podcast estreou na parada de Top Podcasts da Apple Podcasts em dezembro de 2018 e ficou cinco dias nas paradas. O melhor desempenho inicial de 37 Graus na Apple se deu quando pertenceu a produtora B9, quando atingiu a posição #20 em 30 de junho de 2019. A terceira temporada, Epidemia, chegou a posição #95, e ficou dois dias nas paradas. Durante a quarta temporada do podcast, em 2020, o podcast alcançou a posição #14 em 19 de novembro.

## Integrantes
Atuais
- Sarah Azoubel (2018–atualmente)
- Bia Guimarães (2018–atualmente)

Ex-integrantes
- Maria Letícia Bonatelli (2018)